# آرثر أندرسون (ممثل)
آرثر أندرسون (بالإنجليزية: Arthur Anderson)‏ مواليد 29 أغسطس 1922 في جزيرة ستاتن - الوفاة 9 أبريل 2016 في مانهاتن، هو ممثل أمريكي بدأ مسيرته الفنية سنة 1933. امتدت مسيرته الفنية لأكثر من 83 عاما. ظهر في أعمال عديدة في الراديو والسينما والمسرح وأدى دور شخصيات في الردايو لأعمال عن جزيرة الكنز، يوليوس قيصر وشرلوك هولمز.

## وصلات خارجية
- آرثر أندرسون على موقع IMDb (الإنجليزية)
- آرثر أندرسون على موقع قاعدة بيانات برودواي على الإنترنت (الإنجليزية)
- آرثر أندرسون على موقع قاعدة بيانات الفيلم (الإنجليزية)